# Fuégiens
 (novembre 2021).
Si vous disposez d'ouvrages ou d'articles de référence ou si vous connaissez des sites web de qualité traitant du thème abordé ici, merci de compléter l'article en donnant les références utiles à sa vérifiabilité et en les liant à la section « Notes et références ».

Répartition territoriale des peuples fuégiens

Les Fuégiens sont les peuples autochtones de la Terre de Feu à l'extrémité méridionale de l'Amérique du Sud sur des territoires relevant du Chili et de l'Argentine. 

## Ambiguïté du terme
Il y a une certaine ambiguïté sur le terme de Fuégiens, tantôt utilisé pour désigner l'ensemble des habitants de la Terre de feu, tantôt désignant plus spécifiquement les populations de la côte pacifique de la Terre de feu.
Pour lever l’ambiguïté, les ethnologues distinguent deux peuples.
Les Fuégiens « pêcheurs des archipels » désignent les populations de pêcheurs du versant pacifique, à l'ouest. Ils habitaient une zone allant depuis le golfe de Penas jusqu'au cap Horn. Ils comprennent, du sud au nord : les Yagans (ou Yámanas) au sud du canal de Beagle et dans les îles du sud, les Kawésqars (ou Alakalufs) à l'ouest et le long du détroit de Magellan en fin les Chono, plus au nord, entre l'île de Chiloé et la péninsule de Taitao.
Les « Patagons chasseurs de la pampa » sont les populations de chasseurs de la côte atlantique, à l'est : les Mánekenks ou Haushs à l'extrême est de la grande île, les Selknams ou Onas dans le reste de cette dernière.

## Disparition
Ces peuples, dont les populations ont été dévastées par les maladies introduites par le colonisateur blanc, ont subi un génocide — des Selknams a été reconnu — et l'intégration forcée dans le système colonial. Le résultat a été que leurs populations ont été réduites de plusieurs milliers au XIXe siècle à quelques centaines au XXe siècle. 
Ils avaient survécu 6 000 ans mais l'apparition du colonisateur a entraîné leur extinction. La coexistence entre la société du colonisateur et la société de chasseur-cueilleur de l'autochtone n'a pas été l'option retenue par le colonisateur de l'époque. 
Les langues yagan et kawésqar sont très spécifiques et souvent considérées comme des isolats.